# Hauenhof
Hauenhof ist eine zum Ortsteil Immelborn der Gemeinde Barchfeld-Immelborn gehörende Kleinsiedlung im Wartburgkreis und befindet sich etwa eineinhalb Kilometer südöstlich von Immelborn am linken Ufer der Werra.

## Geschichte
Der Hauenhof ist eine Kleinsiedlung am Platz der bereits 1351 als Wüstung bezeichneten Siedlung Huwindorf, welche sich im Lehensbesitz der Salzunger Burgmannen-Familie von Kraluck befand. Der Ort war über Jahrhunderte eine Zollstelle zwischen der Grafschaft Henneberg und der wettinischen Landgrafschaft Thüringen, später Grenzort zwischen den Ämtern Salzungen und Frauenbreitungen im Herzogtum Sachsen-Meiningen. Ein Teil des Gehöftes gehörte den Herren von Stein zu Barchfeld als Lehen. Die Henneberger versuchten im 16. Jahrhundert am nahen „Salzteich“ eine eigene  Saline zu begründen, sie unterlagen jedoch dem Druck und Einfluss der Salzungen Pfännerschaft, die ihr Monopol zu schützen hatte.
Heute besteht der Hauenhof aus sechs bewohnten Häusern und einigen Garten-Parzellen. Das Zentrum bildet eine denkmalgeschützte Hofanlage Hauenhof 1. Von Nebengebäuden umstellt, steht das ehemalige Doppelhaus auf dem Hochufer der Werra, es wurde im Jahr 1800 erbaut. Die nördliche Hälfte des Doppelhauses wurde im Jahre 1947 durch einen Brand zerstört, der durch Funkenflug einer vorüberfahrenden Dampflok entstanden war. Auf der gegenüberliegenden Straßenseite erinnert noch eine geschnitzte Holztafel an die einstige „Waldgaststätte Hauenhof“. Daneben befindet sich unter einer alten Linde ein roh gearbeiter Wegstein an der Kreisstraße K 87, er zeigt die Richtungsangabe nach Breitungen/Werra beziehungsweise Immelborn an.
Dicht am Hochufer verläuft die auf einem Schüttdamm erbaute Gleisanlage der einstigen Werrabahn. Der eingleisige Abschnitt gehört heute zum Streckennetz der Süd-Thüringen-Bahn, der nächstgelegene Haltepunkt befindet sich in der Ortslage Immelborn.
Am Hauenhof besteht eine, jedoch für den Straßenverkehr gesperrte, Zufahrtsmöglichkeit zum Aussichtsturm auf dem Pleß. Dieser etwa 7 Kilometer lange, nicht öffentliche Weg führt entlang des Sperrgebietes des Standortübungsplatzes der Werratal-Kaserne Bad Salzungen.
In der regelmäßig von Hochwasser überfluteten Werraaue bei Hauenhof befindet sich das etwa 160 Hektar große Naturschutzgebiet Forstloch-Riedwiesen In räumlicher Nähe sind hier als Biotope zu finden: Überflutungsmulden (der Werra), Kiesbänke, Prall- und Gleithänge, Weich- und Hartholzauen (in Resten), Feuchtwiesen, Röhrichte, Großseggenriede, Tümpel und Weiher.
Am 17. Dezember 1982 wurden die ersten 16 Hektar in der Flur Forstloch als Naturschutzgebiet ausgewiesen.  Für Besucher wurden mehrere Informationstafeln aufgestellt und ein Rundweg angelegt. Es wurden 192 Vogelarten ermittelt, die das Naturschutzgebiet besonders wertvoll machen – es zählt mithin zu den artenreichsten Gebieten in Südthüringen. Auch zahlreiche Wirbellose Arten, Fledermäuse, Amphibien und Säugetierarten können beobachtet werden.